# Кайраклія (річка)
Кайраклія (Гегеуця)   — річка, що впадає в озеро Саф'яни, розташована на території Ізмаїльского району (Одеська область ,Україна).
Географія
Довжина - 23 км. Площа басейну - 187 км. Русло річки (позначки урізу води) в середній течії () знаходиться на висоті 1 м над рівнем моря. Русло в верхній течії пересихає; нижньому (крім пригирлової частини) - випрямлено в канал (каналізовані), шириною 12 і глибиною 2 м. На річці створено водосховище при злитті двох струмків (на захід від села Лощинівка).Частина перед гирлом долини річки зайнята плавнями.
Бере початок від двох струмків, що протікають по балках (Бирнова і без назви) на захід і на північ від села Каланчак. Річка тече на південь, схід. Впадає в озеро Саф'яни у села Саф'яни.
Притоки: (від витоку до гирла) немає великих.
Населені пункти (від витоку до гирла):
1.Каланчак.
2.Лощинівка